# イム・ホ
イム・ホ（林 湖、ハングル表記：임호、1970年1月27日 - ）は、韓国の俳優。

## 経歴
1993年KBS15期採用。1998年にMBCテレビ『大王の道』に主人公である思悼世子役として出演。その後同MBCテレビ『ホジュン 宮廷医官への道』（1999年・原題：『許浚』）の出演を経て、同MBCテレビ『宮廷女官チャングムの誓い』（2003年・原題：『大長今』）に中宗王役として出演した。時代劇出演が多く、「王様専門俳優」と呼ばれた。父親は時代劇専門の放送作家イム・チュン（林忠）である。1995年中央大学校演劇映画科卒業。中央神学大学院大学公演映像学科修了。2010年3月6日、11歳年下の女性デザイナーと結婚した。著書として2006年主婦と生活社刊の『王様が語る!もうひとつの「チャングム」』がある。

## データ
- 身長:174 cm[4]
- 体重:64 kg[4]
- 血液型:A型[4]
- 特技：水泳[4]

## 出演

### 映画
- ゴーストタクシー （2000年） - ホ・スンジュン役
- 猟奇的な彼女（2001年） - カク・チェヨン役
- クレメンタイン（2004年） - キム・ドゥヨン役
- 非日常的な彼女（2004年） - イ・サンフン役
- ある日突然 最初の話 -2月29日 （2006年） - チョン・ジョンフン役

### テレビドラマ
- 田園日記（1980年、MBC） クムドン役
- 生き残った者の悲しみ（1993年、KBS）
- 妖婦 張禧嬪（1995年、SBS） -  スクチョン（粛宗）役
- マンガン 史劇（1996年、SBS） - マンガン役
- 愛という名で（1996年、SBS)
- 伝説の故郷 90年代シリーズ 鬼女編（1996年、KBS）
- 欲望の海（1997年、KBS）
- 新鮮・孫子兵法（1998年、KBS）
- 大王の道（1998年、MBC）- サドセジャ（思悼世子）役
- ホジュン 宮廷医官への道（1999年-2000年、MBC） - イ・ジョンミョン（李鐘鳴）役
- あなたのために（2000年、MBC） - ハン・ヨンジュン役
- 彼女の家（2001年、MBC） - ナム・ヒョク役
- おいしいプロポーズ（2001年、MBC） - ヒエのお見合い相手役
- ハニーハニー（2001年、SBS） - 下宿生役
- 毎日あなたと（2002年、MBC） - チェ・ドンハ役
- 太陽人イ・ジェマ～韓国医学の父～（2002年、KBS） - チェ・ムナン役
- 女子高同窓生（2002年、KBS） - イ・ギュウォン役
- いつもドキドキ〜仁川空港恋物語〜（2002年、KBS） - イ・ジュノ役
- 恋人（2003年、SBS） - カン・ヨンジェ役
- 1%の奇跡（2003年、MBC） - カン・ソヌ役
- 宮廷女官 チャングムの誓い（2003年、MBC） - 中宗役
- 4人の連れ子（2004年、SBS） - イ・ジョンチュル役
- ひとりじゃない（2004年、SBS） - スター記者役
- 結婚したい女（2004年、SBS） - パク・ソヌ役
- 恋したい塾講師（2004年、MBC) - パク・スヨン役
- 春の微笑み（2005年、MBC） - キム・ヒョンソク役
- 風の花（2005年、KBS） - チェ・ヒョンジュ役
- 花より女 （2005年、SBS） - ユン・ミョンウォン役
- 裸足の愛（2006年、SBS） - ファン・ジンソク（黄塵席）役
- 大祚榮（2006年-2007年、KBS） - ヨン・ナムセン役
- キッドギャング（2007年、OCN） - チョ・ピョギ役
- 8月に降る雪（2007年、SBS） - ドンウの弁護士役
- なんでウチに来たの？（2008年、SBS） - キム・テピョン役
- 必殺! 最強チル（2008年、KBS） - 昭顕世子役
- 風の絵師 （2008年、KBS） - イ・ミョンギ役
- 彼女のスタイル（2009年、KBS） - カン・ソンチャン役
- 結婚できない男（2009年、KBS） - パク・グァンナム役
- 善徳女王（2009年、MBC） - チンジ王役
- 女を知らない（2010年、SBS）
- 広開土太王（2011年-2012年、KBS） - 慕容宝役
- I Love イ・テリ（2012年、tvN） - クム・サン役
- スペシャル・マイ・ラブ（2012年、MBN） - カン・ドサン役
- あなたの女（2013年、SBS） - ナ・ジング役
- 鄭道傳（2014年、KBS） - 鄭夢周役
- 家族なのにどうして？（2014年、KBS） - 裁判長役
- 星になって輝く（2015年、KBS） - ソ・トンピル役
- 華政（2015年、MBC） - チェ・ミョンギル役
- 客主〜商売の神〜（2015年-2016年、KBS） - ミン・ギョムホ役
- 演奏者たち～Page Turner～（2016年、KBS） - ユン・ユスルの担当医役
- オクニョ 運命の女（2016年、MBC） - カン・ソノ役
- ハイクラス～私の1円の愛～（2016年-2017年、MBC） - カン・ジェヒョン役
- 白詰草〈シロツメクサ〉（2017年、MBC） - チャン・ジホ役
- 恋するダルスン 〜幸せの靴音〜（2017年-2018年、KBS） - ハン・テソン役
- ヘチ 王座への道（2019年、SBS） - イ・グァンジャ(李光佐)役
- ヨンワン様のご加護（2019年、MBC） - チョ・ジファン役
- 太宗イ・バンウォン（2021年-2022年、KBS） - ユ・ジョンヒョン役
- 台風の花嫁（2022年-2023年、KBS） - ユン・ジェハ役
- スジと出逢ったウリ（2024年、KBS）-カン・ウチャン役